# Aparamán
Aparamán (también escrito Aparamán-tepui) es el más occidental de los cuatro tepuyes principales de la cadena montañosa de Los Testigos en la parroquia Santa Elena de Uairén, Municipio Gran Sabana, estado Bolívar, en Venezuela. Mientras que los otros tres tepuis comparten un área de pendiente común, Aparamán se deriva de una base separada. Aparamán-tepui tiene una altura de alrededor de 2100 metros, un área de cumbre de 1,25 kilómetros cuadrados y una zona de pendiente estimada de 28 kilómetros cuadrados. La cumbre de la meseta sobre todo desnuda está altamente diseccionada, presentando dificultades incluso para el aterrizaje de helicópteros.
En su libro de 1978, La Vegetación del Mundo Perdido, Charles Brewer- Carías se refirió a un pico lateral menor de Aparamán -tepui (05°52'32"N 62°06'48"O) como Murochiopán-tepui , aunque este nombre es ahora más comúnmente aplicado al pico principal inmediatamente al este del mismo.
Es famoso por sus bloques y torrecillas de arenisca.